# Grenzwelle
Als Grenzwelle wird das Frequenzband zwischen 1605 kHz und 3800 kHz bezeichnet, weil es auf der „Grenze“ zwischen Mittelwelle und Kurzwelle liegt.
Im englischsprachigen Raum werden diese Frequenzen entweder der Mittelwelle (engl.: medium frequency, MF, Frequenzen unter 3000 kHz) oder der Kurzwelle (engl.: high frequency, HF, Frequenzen über 3000 kHz) zugerechnet. Die Ausbreitung erfolgt tagsüber vorwiegend über die Bodenwelle (Reichweite unter 500 km);  ab der Dämmerung auch durch die dann nicht mehr gedämpfte Raumwelle (Reichweite bis ca. 4000 km).
Für kommerzielle Funkdienste hat die Grenzwelle durch Satellitennavigation und Satellitentelefonie ihre Bedeutung verloren. Rundfunksendungen werden im Bereich der Grenzwelle verschiedentlich noch in den Tropen (Indonesien) ausgestrahlt. Im Rundfunkbereich spricht man daher auch vom Tropenband, dessen Frequenzbereich den der Grenzwelle weitgehend überlappt. An dem Bedeutungsverlust der Grenzwelle hat auch die Möglichkeit der Digitalisierung mit der Schmalband-Funktechnik (Digital Radio Mondiale (DRM)) nichts geändert.

## Amateurfunk
Das Amateurfunkband bei 1800 kHz (160-Meter-Band) wird üblicherweise dem Kurzwellenbereich zugeordnet, obwohl es eigentlich im Mittelwellenbereich liegt.

## Seefunk
Im mobilen Seefunkdienst ist der Grenzwellenfunk weiterhin von Bedeutung. Nach SOLAS ausrüstungspflichtige Schiffe müssen in den Seegebieten A2 bis A4 mit einer Grenzwellen-Funkanlage ausgerüstet sein. Die internationale Not- und Anruffrequenz liegt hier für den analogen Funkverkehr bei 2182 kHz, die DSC-Frequenz bei 2187,5 kHz, die Telex-Frequenz bei 2174,5 kHz.